# Philipp Caspar Junghans

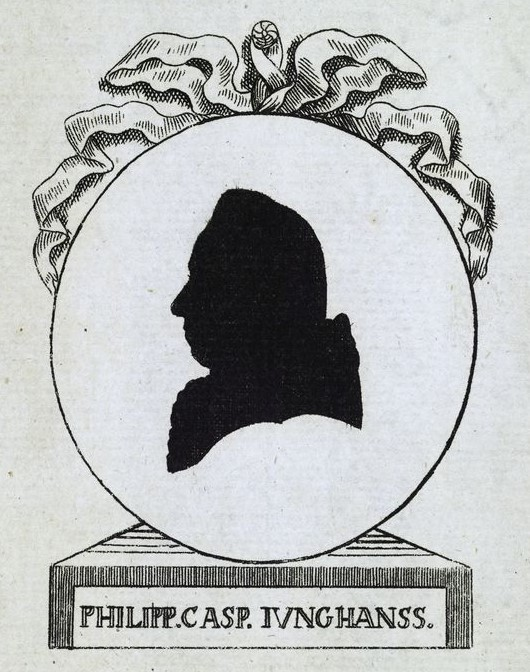
Philipp Caspar Junghans

Philipp Caspar Junghans (* 15. September 1738 in Römhild; † 31. Mai 1797 in Halle (Saale)) war ein deutscher Arzt und Botaniker und Leiter des Botanischen Gartens Halle.

## Leben und Werk
Junghans Elternhaus war die Römhilder Hufschmiede direkt angrenzend an den barocken Schlossgarten der Glücksburg. Zur Zeit von Junghans Jugend besaß der Garten noch die fast vollständige Ausdehnung der Anlage. Von seinem Vater Johann Peter Junghans hat er wahrscheinlich basale veterinärmedizinische Kenntnisse erlernt. Am 14. Mai 1757 schrieb sich Junghans an der halleschen Universität ein und begann ein Studium der Theologie, wechselte aber in das medizinische Fach.
Während seines Studiums verdiente er sich den Lebensunterhalt durch das Halten botanischer Vorlesungen. Als der Gartendirektor Heinrich Christian Alberti (1722–1782) sein Amt 1765 niederlegte, wurde Junghans unter dessen Nachfolger Andreas Elias Büchner (1701–1769) bereits als Studiosus mit der Gartenaufsicht betraut. Mit der Beendigung seines Studiums nach 14 Jahren und erfolgter Promotion 1770 wurde Junghans zum Demonstrator der Botanik ernannt. Dieses Amt war bis dahin mit der Oberaufsicht über den botanischen Garten verknüpft. Die Oberaufsicht über den Garten übernahm aber ab 1770 Johann Peter Eberhard (1727–1779). 1787 wurde Junghans zum außerordentlichen Professor für Medizin und Botanik und 1788 zum Ordinarius der Medizin ernannt.
Unter Junghans Wirken in leitender Funktion unter der Ägide wechselnder Gartendirektoren ab 1765 bis zu seinem Tod 1797 erfuhr der Botanische Garten Halle einen bemerkenswerten Aufschwung und eine flächenmäßige Erweiterung. Die ersten Gewächshäuser und die Universitätssternwarte wurden errichtet. 1771 publizierte Junghans die erste gedruckte Zusammenstellung des Pflanzenbestands. Der Index plantarum horti botanici halensis wurde von Johann Gottfried Trampe verlegt. Unter dem Direktorat von Johann Reinhold Forster (1729–1798), welcher ab 1781 die Oberaufsicht über den Garten führte, gab Junghans das zweiteilige Tafelwerk Icones plantarum ad vitam impressae und Icones plantarum officinalium ad vitam impressae heraus. Nach dem Tod von Junghans wurde Kurt Sprengel (1766–1833) auf die Stelle des Direktors des Hortus medicus berufen.